# Oris-en-Rattier
Oris-en-Rattier är en kommun i departementet Isère i regionen Auvergne-Rhône-Alpes i sydöstra Frankrike. Kommunen ligger i kantonen Valbonnais som tillhör arrondissementet Grenoble. År 2022 hade Oris-en-Rattier 108 invånare.

## Befolkningsutveckling
Antalet invånare i kommunen Oris-en-Rattier
Referens:INSEE